# Club athlétique dignois 04 football
Maillots
Le Club athlétique dignois 04 Football est un club de football situé à Digne-les-Bains, dans le département des Alpes-de-Haute-Provence.
Premier club des Alpes du Sud à évoluer au niveau national, le CA Digne était le club principal de la région avant l'émergence du Gap Foot 05 ou de l'EP Manosque.

## Histoire

### Jusqu'en 1985: niveau national
Le Cercle athlétique dignois est fondé en 1936 par Robert Gage qui laissera pour cette raison son nom à la Coupe du District des Alpes.
Le club a passé trois ans entre 1982 et 1984 en troisième Division.
- 1979 : 1er du groupe DH Méditerranée, promotion en Division 4.
- 1981 : 1er du groupe H de la Division 4, promotion en Division 3.
- 1984 : 14e du groupe Sud de la Division 3, relégation en Division 4.
- 1985 : 14e du groupe H de la Division 4, relégation en DH Méditerranée.
- 1987 : 12e du groupe DH Méditerranée, relégation en ligues régionales.

### Depuis 1985: niveau régional et départemental
Depuis 1987, le club oscille entre les niveaux régionaux de la Ligue et le plus haut niveau départemental des Alpes du Sud.
L'année 1990 est marquée par plusieurs incidents. En avril, lors d'une rencontre sur le terrain de l'AS Saint-Cyr Football, une bagarre général éclate ; trois dignois seront hospitalisés et sept joueurs recevront un carton rouge. La Ligue sanctionne lourdement les exclus dignois, ce qui pousse le club à déclarer l'ensemble de ses équipes forfaits pour la journée suivante. Les joueurs interrompent leur rencontre contre l'AS Cannes la journée d'après. La démission du président d'alors est prononcée, la relégation au niveau départemental semble inévitable. Le président par intérim donnera lui aussi sa démission après avoir découvert une dette de 200 000 francs.
Ce n'est qu'au début de saison 1991-1992 que l'équipe retrouvera son niveau avec l'arrivée de Patrice Mathurin puis de Daniel Xuereb.
Pour autant, le CAD ne retrouvera jamais une place stable dans le football régional, remplacé comme club phare des Alpes du Sud par le Gap Foot 05. Cependant, le club compte bien se refaire un nom et le changement d'entraîneur récent laisse présager un retour au niveau régional. Cependant, le club n'est pas aidé par la mairie de Digne-les-Bains : les infrastructures sont loin d'être à la hauteur des ambitions sportives.

## Entraîneurs
- 1973-1977 :  Santiago Bessonnart
- 1978-1987 :  /  Albert Poli
- 1987-1989 :  Patrick Bas
- 1992-1993 :  Serge Recordier
- 1993-1994 :  Daniel Xuereb

## Joueurs
- Santiago Bessonnart
- Jean-Louis Hodoul
- Albert Poli